# Беляков, Борис Серапионович
Борис Серапионович Беляков (1935—2010) — советский футболист, выступавший на позициях защитника и полузащитника. По окончании карьеры игрока работал тренером. Мастер спорта СССР.

## Биография
Родился 12 июня 1935 года в Горьком. Воспитанник павловского футбола. На взрослом уровне дебютировал в составе местного «Торпедо». Выступал также за торпедовскую команду Горького. В 1960 году оказался в московском «Локомотиве», за который сыграл более ста пятидесяти матчей, большинство — на уровне Высшей лиги. В 1965 году был капитаном команды. Завершал карьеру футболиста в Харькове.
Был тренером молодежной команды ЦСО «Локомотив», футбольных коллективов Калуги, Волжского, Рыбинска.
Скончался 29 апреля 2010 года, менее двух месяцев не дожив до своего 75-летнего юбилея.